# Natascha McElhone
Natascha McElhone (Londen, 14 december 1969) is een Engelse theater-, film- en televisieactrice. Ze is bekend door haar rollen in Ronin, The Truman Show en Solaris. Ze speelt ook een belangrijke rol in de televisieserie Californication. Daarnaast vertolkte zij de rol van First Lady Alex Kirkman in de serie Designated Survivor.

## Biografie
McElhone werd geboren als Natascha Taylor in Hampton Court, Surrey, Londen. Haar ouders waren journalisten. Ze studeerde af aan de London Academy of Music and Dramatic Art in 1993.
Ze begon in het theater, met onder andere rollen in Richard III, The Count of Monte Cristo, The Cherry Orchard en Midsummer Night's Dream. Ze debuteerde voor televisie in Bergerac voor de BBC in 1991 en was te zien in een episode van Absolutely Fabulous in 1992.
Haar filmdebuut kwam in 1996 met Surviving Picasso met Anthony Hopkins. Hoewel ze relatief weinig films gemaakt heeft, was The Truman Show uit 1998, met Jim Carrey zeer succesvol. Verder had ze hoofdrollen in Ronin en in Solaris.

## Filmografie
- A Breed of Heroes (1994, tv), Janet
- Surviving Picasso (1996), Françoise Gilot
- The Devil's Own (1997), Megan Doherty
- Mrs. Dalloway (1997), Young Clarissa
- The Truman Show (1998), Lauren/Sylvia
- Ronin (1998), Deirdre
- Love's Labour's Lost (2000), Rosaline
- The Contaminated Man (2002), Holly Anderson
- Killing Me Softly (2002), Deborah
- Laurel Canyon (2002), Sara
- FeardotCom (2002), Terry Huston
- City of Ghosts (2002), Sophie
- Solaris (2002), Rheya
- The Other Boleyn Girl (2003), Mary Boleyn
- Ladies in Lavender (2004), Olga
- Revelations (2005, tv-miniserie), Zuster Josepha Montafiore
- Guy X (2005), Irene Teal
- Big Nothing (2006), Penelope Wood
- The Company (2007, tv-miniserie), Elizabet
- Californication (2007 televisieserie), Karen
- The Secret of Moonacre (2008), Loveday en de (eerste) maanprinses
- Heaven and Earth (2009), Dr. James Barry
- Castlevania: Lords of Shadow (videogame) (2010)
- Romeo & Juliet (2013), Lady Capulet
- Designated Survivor (2016, televisieserie), First lady Alex Kirkman
- The Crown (2022, televisieserie), Penelope Knatchbull, Countess Mountbatten of Burma
- Halo (2022–2024, televisieserie), Dr. Catherine Elizabeth Halsey